# Louise de Kiriline Lawrence
Louise de Kiriline Lawrence (nacida Flach; 30 de enero de 1894 – 27 de abril de 1992) fue una internacionalmente renombrada naturalista, autora y enfermera canadiense, nacida en Suecia.
Fue la colaboradora más prolífica de National Audubon Society con su revista Audubon.

## Biografía
Louise nació el 30 de enero de 1894, en Suecia.

## Carrera
Se entrenó como enfermera y fue empleada por la Cruz Roja danesa durante la Primera Guerra Mundial. Conoció al oficial ruso, Tte. Greb de Kiriline, en Dinamarca, y se casaron en 1918. Regresó a Rusia para luchar en la guerra civil rusa, y ella lo siguió allí. Greb de Kiriline desapareció en Siberia donde, desconocido por su esposa, fue abatido. Trabajó como enfermera en Rusia durante varios años, mientras lo buscaba. En 1927, emigró a Canadá y continuó trabajando como enfermera. Estacionada en el norte de Ontario rural, se hizo conocida como la enfermera de los quintillizas Dionne durante el primer año de sus vidas.
En 1935, se retiró de la enfermería y vivió en una cabaña en el norte de Ontario. Conoció a Leonard Lawrence, un carpintero, y se casó con él en 1939. Para este tiempo había comenzado una nueva carrera como ornitóloga y escritora de la naturaleza. Ella es reconocida por su estudio del vireo de ojos rojos, que identificó al pájaro cantor como capaz de producir 22.197 llamadas distintas en un solo día. Llevó a cabo la mayoría de su trabajo científico en su propiedad, localizado en la Bahía Del norte, Ontario.
Fue miembro electiva de la American Ornithologists' Unión y recibió un LL.D. honorario por la Laurentian Universidad en 1970.

## Obra
- The Quintuplets' First Year (1936)
- The Loghouse Nest (1945)
- A Comparative Life History Study of Four Species of Woodpeckers (1967)
- The Lovely and the Wild (1968)
- Mar: A Glimpse into the Natural Life of a Bird (1976)
- Another Winter, Another Spring: A Love Remembered (1977)
- To Whom the Wilderness Speaks (1980)

## Premios
- La Medalla Burroughs, 1969
- El Premio Especial Sir Charles G.D. Roberts, 1969
- Premio de escritura al aire libre Francis H. Kortright, 1980

## Otras lecturas
- De Kiriline Lawrence, Louise. “Why Did You Come to Canada?” Chatelaine, octubre 1937, 21 & 53.
- Mohr, Merilyn. “To Whom the Wilderness Speaks: The remarkable life of Louise de Kiriline Lawrence.” Harrowsmith 83, (1989): 72–81.
- Nero, Robert W. Woman by the Shore and Other Poems: A Tribute to Louise de Kiriline Lawrence. Toronto: Natural Heritage, 1990.